# Pandemia de gripe A (H1N1) de 2009-2010 en las Islas Malvinas
El virus de la influenza A (H1N1) (también llamado inicialmente virus de la gripe porcina o como de la nueva gripe) arribó a la Islas Malvinas a finales de 24 de julio de 2009, este fue el 12º territorio (dependencia) en reportar casos de gripe A en el continente americano.
Médicos de las Islas Malvinas confirmaron los primeros cinco casos positivos de gripe A, el 31 de julio: dos adolescentes que venían de participar de una competencia internacional, y tres militares. Las autoridades sanitarias adoptaron las mismas medidas del Reino Unido. De las siete muestras de laboratorio que fueron enviadas al Reino Unido, cinco resultaron positivas.80 el 9 de noviembre se registró el 6°caso en 
Un militar de las fuerzas marítimas de Argentina, el 19 de noviembre se 
confirmó que el militar argentino contagiado con la nueva cepa
de la gripe falleció internado en el hospital Memorial Rey Eduardo VII   
Hasta el 27 de abril de 2010 (fecha de la última actualización), las Islas Malvinas confirmaron 7 casos y una muerte por la gripe A (H1N1).
La Organización Mundial de la Salud (OMS) y las autoridades sanitaria de Islas Malvinas expresaron desde un inicio su preocupación por el hecho de que la inminente llegada del invierno austral, podría causar que el efecto de la pandemia en el hemisferio sur fuera «mucho más grave» que el de México, provocando un repunte de la epidemia a nivel global. La gripe o influenza es esencialmente una enfermedad estacional que adquiere su mayor prevalencia en invierno.